# Певний Микола Герасимович
Микола Герасимович Певний (* 23 січня 1885, Полтава — † 1940, Биківня) — український театральний діяч, драматичний актор і режисер. Відомий за виступами у театрі Миколи Садовського в Ужгороді. Засновник Українського Волинського театру. Брат актора Олександра Певного, чоловік актриси Антоніни Певної.

## Життєпис
Микола Певний народився 23 січня 1885 в Полтаві. Середню освіту здобув у Торговій школі в Єлисаветграді.
Під час навчання у Варшавській Політехніці в 1914 році був призваний на фронт у званні прапорщика. Був пораненим в руку, лікувався в Москві. Після одужання переїхав до Петрограду, де навчався на драматичних курсах Райгофа.
У 1918 році вступив до трупи Московського художнього театру. В кінці 1918 переїхав до Києва і почав працювати в Українському державному народному театрі. Згодом воював у лавах Української Армії (3-я «Залізна» дивізія). Після поразки УНР був інтернований у м. Калуш, звідки потрапив до табору для інтернованих українців у польському місті Ченстохова. Там він став режисером аматорського гуртка.
1921 року Микола Садовський, який на той час працював в Ужгороді, допоміг у звільненні з полону кількох акторів. Серед них був і Микола Певний, який став одним з головних акторів трупи Садовського.
В 1923 році одружився з акторкою Ніною Машкевич, згодом відомою як Антоніна Певна. Про їх виступи в трупі Садовського писали: «в драмі полонила глядача майстерність Ніни Машкевич. Прекрасний актор-герой Микола Певний імпонував тільки вибраній публіці, яка вміла оцінити його задушевні образи».
Восени 1927 року подружжя переїхало до Варшави. Там Микола Герасимович влаштувався на роботу в редакції часопису «Українська нива», редактором якого був його брат Петро.
У 1928 редакція часопису переїхала до Луцька. Тут подружжя Певних почали працювати над заснуванням Українського Волинського театру. 18 листопада 1928 в приміщенні «Рідна хата» створений ними театр почав діяти — відбулась прем'єра вистави «Гетьман Дорошенко» за Л. Старицькою-Черняхівською.
В 1939 році на базі трупи цього театру був заснований Волинський обласний академічний музично-драматичний театр імені Тараса Шевченка.
В кінці 1939 року Микола Певний був заарештований. В 1939—1940 знаходився в заточенні однієї з київських тюрем. У 1940 був розстріляний. Антоніна Певна була заслана на каторжні роботи в Сибір, де прожила до 1982 року.